# Polska Partia Narodowa
Polska Partia Narodowa (PPN) – partia polityczna działająca w Polsce, założona 22 marca 2004, wyrejestrowana 10 grudnia 2014. Jej prezesem był Leszek Bubel, jednocześnie prezes Stronnictwa Narodowego (także zarejestrowanego od 2004, posiadającego zarząd tożsamy z PPN). Organem prasowym partii była gazeta „Tylko Polska”. Hasłem przewodnim partii były słowa Romana Dmowskiego: Jestem Polakiem, więc mam obowiązki polskie.

## Udział PPN w wyborach

### Wybory do Parlamentu Europejskiego w 2004
Polska Partia Narodowa w wyborach do Parlamentu Europejskiego w 2004 zdobyła 0,04% głosów i zajęła ostatnie, 21. miejsce spośród wszystkich komitetów wyborczych.

### Wybory uzupełniające do Senatu w 2004
Partia brała udział w wyborach uzupełniających do Senatu RP w województwie dolnośląskim w 2004 (m.in. prezes partii Leszek Bubel), jednak jej kandydaci uzyskali bardzo słabe wyniki.

### Wybory parlamentarne w 2005
Moja Polska Partia Narodowa, którą właśnie tworzę, otrzyma w wyborach poparcie od 3 do 10 procent wyborców – twierdził przed wyborami Leszek Bubel w wywiadzie z Michałem Karnowskim, redaktorem tygodnika „Newsweek Polska” (artykuł Pobudka na marginesie).
W wyborach parlamentarnych partia startowała do Sejmu we wszystkich okręgach, uzyskując 0,29% głosów, nie przekraczając 5%-owego progu wyborczego dla partii i nie uzyskując mandatów. Do Senatu partia wystawiła kandydatów w większości okręgów wyborczych, jednak także żaden z nich nie uzyskał mandatu.

### Wybory prezydenckie w 2005
Kandydatem PPN w wyborach prezydenckich w 2005 był Leszek Bubel, który zebrał głosy 18 828 osób (0,13% głosujących wyborców), zajmując 10. miejsce spośród 12 kandydatów.

### Kolejne wybory
Partia nie uczestniczyła w wyborach parlamentarnych w 2007, nie chcąc brać udziału w „demokracji partyjnych oligarchów”. Zbojkotowała także wybory do Parlamentu Europejskiego w 2009, wystosowując odezwę do Polaków, by nie szli głosować. W wyborach prezydenckich w 2010 partia nie wystawiła kandydata (choć nosiła się z takim zamiarem) i nie poparła żadnego z zarejestrowanych kandydatów. W wyborach parlamentarnych w 2011 partia zdecydowała się nie startować. Choć nie opowiadała się za ich bojkotem, poparła jedynie kandydata „Ojcowizny” do Senatu. W eurowyborach w 2014 PPN także nie wzięła udziału (opublikowała jedynie „ranking najgłupszych kandydatur”). Przed wyborami prezydenckimi w 2015 Leszek Bubel zapowiadał decyzję o starcie, jednak ostatecznie jej nie podjął. PPN została wykreślona z ewidencji, a jej środowisko kontynuowało działalność pod szyldem Stronnictwa Narodowego. W wyborach parlamentarnych w 2015 Leszek Bubel został zarejestrowany jako kandydat KWW Zbigniewa Stonogi do Senatu, jednak został wyrejestrowany z powodu sfałszowanych podpisów.

## Program polityczny i światopoglądowy (niektóre postulaty)[6]
Sprzeciw:
- wobec przynależności Polski do Unii Europejskiej i NATO;
- wobec roszczeń żydowskich;
- wobec komunizmu, faszyzmu, syjonizmu, antypolonizmu i globalizacji;
- wobec używania Kościoła do judaizacji katolicyzmu;
- wobec postanowień Soboru Watykańskiego II oraz obecnej władzy papieży;
- wobec notorycznego pogardzania mniejszością polską przez Żydów;
- dla napływu do Polski emigrantów i mieszaniu się kultur;
- dla zasady, że naród głosuje, ale nie wybiera;
- wobec udziału obcego kapitału na rynku polskich mediów.

Poparcie:
- dla idei Europy ojczyzn;
- dla obrony narodowej tożsamości, wiernej wartościom chrześcijańskim i Cywilizacji Łacińskiej;
- dla patriotyzmu, nacjonalizmu i elitaryzmu, panslawizmu;
- dla poszanowania słowiańskiego pochodzenia i tożsamości Polaków;
- poglądów i założeń sedewakantyzmu;
- dla poszanowania mniejszości polskiej zdominowanej we własnym kraju przez Żydów;
- dla redukcji liczby posłów, senatorów i radnych oraz wprowadzeniem ordynacji większościowej;
- dla wprowadzenia niczym nieograniczonej wolności: słowa, wyrażania opinii i poglądów, kolportażu wydawnictw, badań naukowych jako głównych zasad demokratycznego państwa prawa;
- dla wypłacenia odszkodowań od Niemców za II wojnę światową;
- dla przywrócenia kary śmierci;
- dla rozliczenia i ukarania medialnych kłamstw i pomówień polskojęzycznych mediów;
- dla reformy Radia Maryja i zmiany współpracowników ojca Tadeusza Rydzyka oraz ich rozliczenie, zwłaszcza Jerzego Roberta Nowaka.

## Bubel Band
Na początku 2008 prezes partii Leszek Bubel pojawił się na portalu YouTube z nagraną przez siebie piosenką Longinus Zerwimycka. Piosenka wywołała liczne protesty. Jednocześnie zapoczątkowała ona jego działalność muzyczną pod szyldem zespołu Leszek Bubel Band, który wydał do tej pory 6 płyt, zamieszczane jako dodatki do czasopism redagowanych przez Leszka Bubla:
- Longinus Zerwimycka (2008)
- Polskie elity (2008)
- W hołdzie Narodowym Siłom Zbrojnym (2009)
- Żołnierze Wyklęci (2010)
- Rycerze Idei (2010)
- Życie i Śmierć Dla Narodu (2010)